# Battista Boccanegra
Battista Boccanegra (Genova, 1359 circa – Genova, 6 novembre 1401) è stato un politico italiano.

## Biografia
Battista Boccanegra era figlio di Simone Boccanegra, primo doge della Repubblica di Genova, e di Costanza Visconti. Nel 1380, sposò Benedetta, la figlia di Nicolò Guarco e Linò Onza.
Battista Boccanegra fu cavaliere 'aureato, e anche anziano, nel 1584 e nel 1588. In quel periodo Genova si era sottomessa volontariamente al re di Francia. Dopo la ribellione dei genovesi avvenuta il 12 gennaio, "mentre prevaleva l’anarchia e il governatore non faceva nulla", Boccanera fu eletto capitano del popolo (governatore di Genova) il 17 gennaio 1400; titolo che rivestirà fino al 26 marzo 1400.

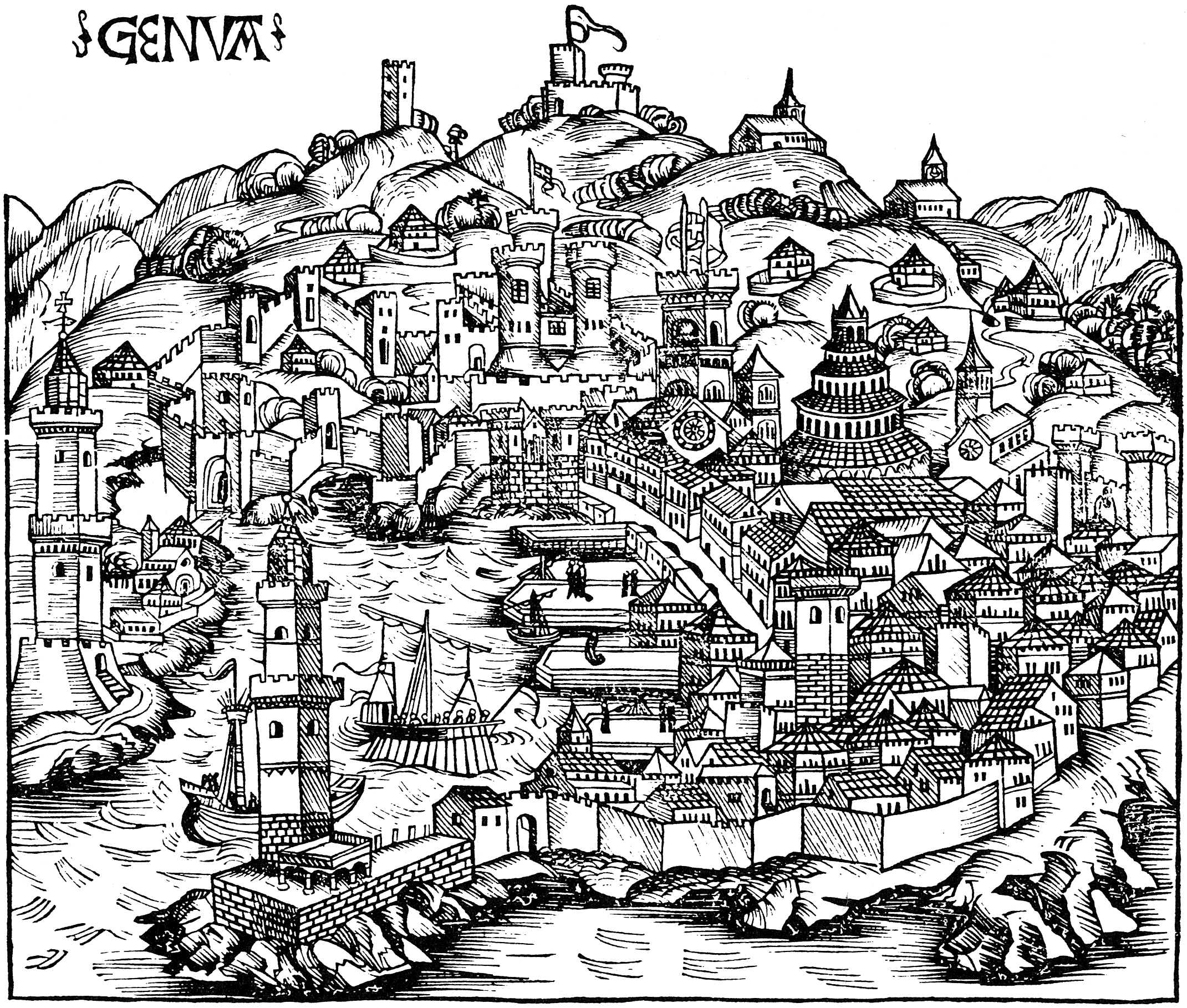
Veduta di Genova nel XV secolo

Questi avvenimenti si sviluppano in un periodo turbolento di Genova, dove a seguito di un crescente sentimento di ribellione nei confronti del dominio francese, il governatore Colart de Calleville nel 1400 "è costretto addirittura a fuggire a Savona". L'elezione di Battista Bocanegra a capo del governo di Genova avvenne con l'opposizione della influente famiglia di Antoniotto Adorno. 

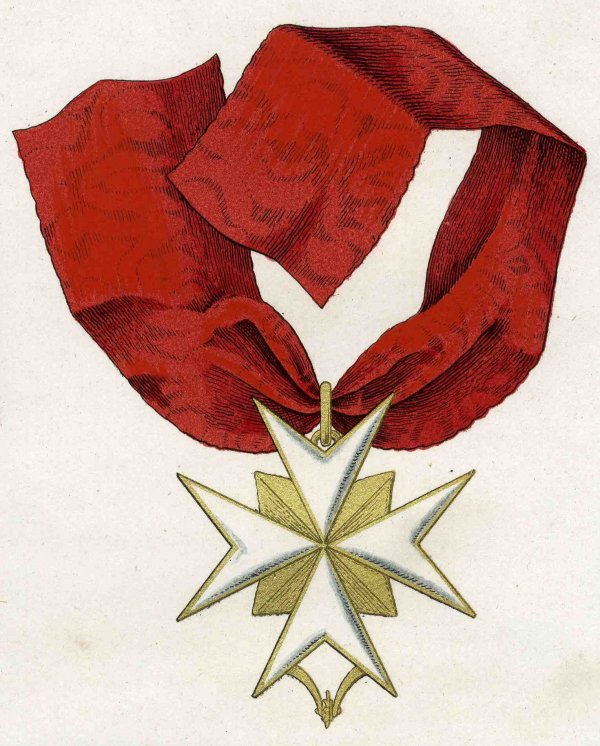
Ordine dello Speron d'oro

In seguito, i Boccanegra chiesero al re CarloVI  di conformare l'elezione di Battista da parte dei genovesi, ma il re rifiutò. Il re di Francia invia invece a Genova il maresciallo Jean II Le Meingre (detto Boucicaut, nominato mariscale de France nel 1356), "forse il più celebre soldato dei suoi tempi") con l'ordine di arrestare Battista Boccanegra, che a suo tempo aveva organizzato una sublevazione dei genovesi contro l'amministrazione francese. 
Militarmente, il Maresciallo di campo Jean II De Meingre era noto per aver precedentemente liberato Costantinopoli dai turchi nel 1399. Per la campagna di Genova, De Meingre iniziò il viaggio da Parigi il 1º agosto 1401, riuscendo durante la sua permanenza a Tours a radunare circa 3000 soldati, tra cui una formazione di 1500 cavalieri. Da lì proseguì per Lione e arrivò a Milano il 15 settembre.

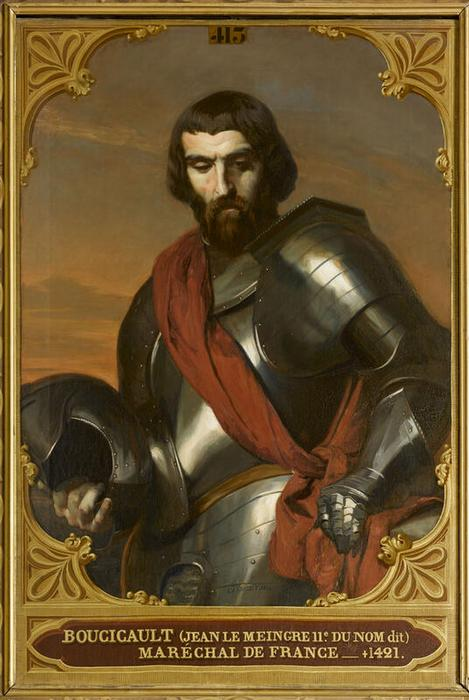
Boucicault

Battista Boccanegra e Battista de Franchi furono accusati e giudicati colpevoli di aver occupato il governo di Genova senza l'autorizzazione del re francese. Il maresciallo Boucicault, entrato a Genova alla fine di ottobre, ordina la decapitazione di Boccanegra, che muore la sera del 6 novembre 1401 alla età di 43 anni. Si ritiene anche che al suo arresto abbiano partecipato le forze di Adorno. Battista de Franchi conseguì a fuggire, ma il capitano incaricato della sua custodia fu giustiziato.
Alla fine, il maresciallo Jean II De Meingre "Boucicault" (ritratto visibile nell'immagine a destra), che ordinò l'esecuzione del governatore di Genova Battista Boccanegra, rimase lui stesso governatore. Genova risulta così "sotto la protezione francese" dal 1401 al 1409.